# 牛頓縣 (德克薩斯州)
牛頓縣（英語：Newton County）是美國德克薩斯州最東部的一個縣，東鄰路易斯安那州。面積2,433平方公里。根据美國2000年人口普查，共有人口15,072人。縣治牛頓（Newton）。
成立於1846年4月22日。縣名紀念紀念法蘭西斯·馬里昂將軍手下的約翰·牛頓（John Newton）。